# Euselasia opalina
Euselasia opalina is een vlindersoort uit de familie van de prachtvlinders (Riodinidae), onderfamilie Euselasiinae.
Euselasia opalina werd in 1851 beschreven door Westwood.